# Valerián Karoušek

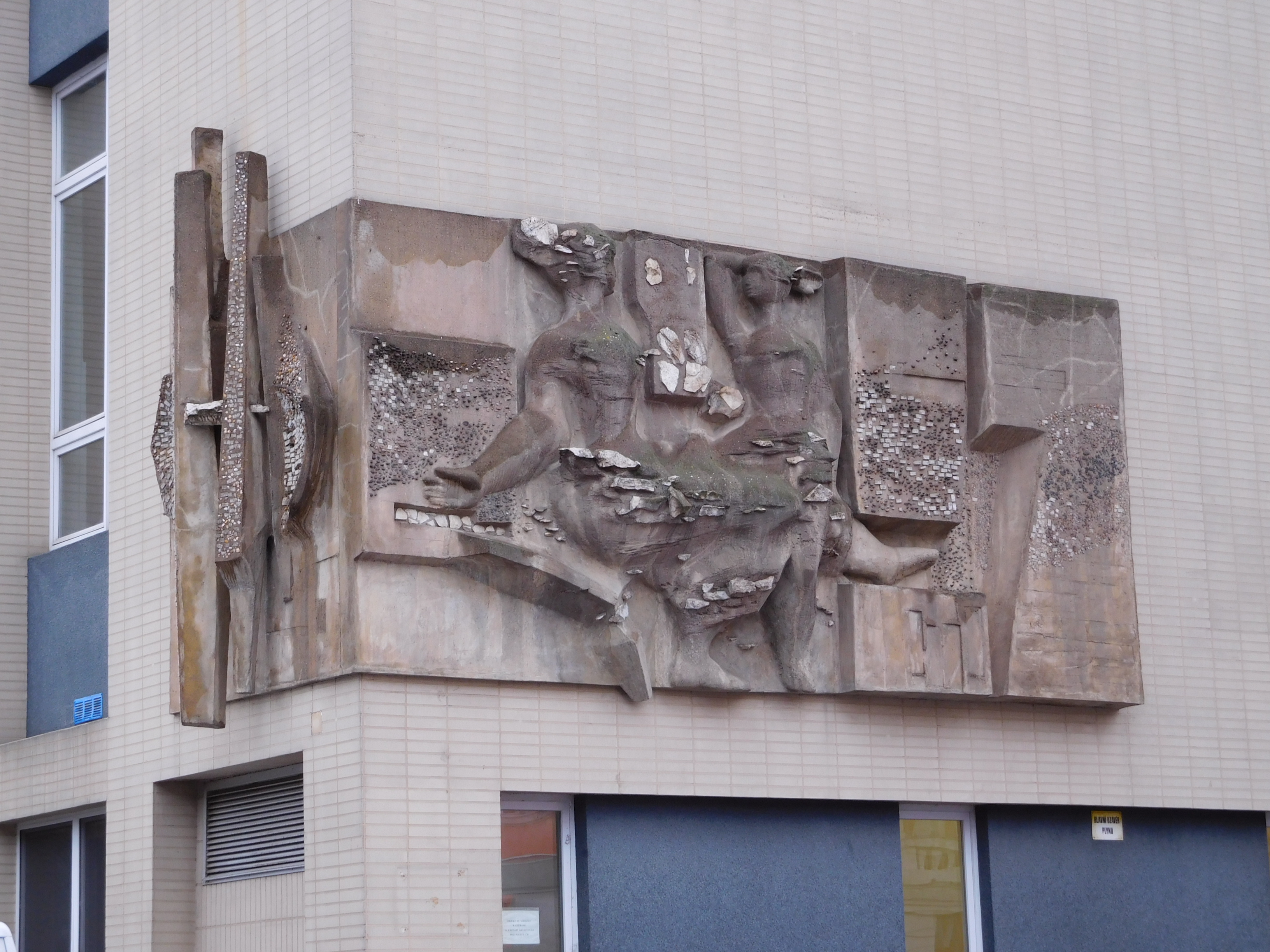
Reliéf Země a Slunce (1964), Praha - Holešovice, Gymnázium Nad Štolou

Valerián Karoušek (31. ledna 1929 Turnov – 31. května 1970 pod Huascaránem) byl český sochař, horolezec, bratr malíře Ladislava Karouška.

## Život
Nejprve se učil zámečníkem v Mladé Boleslavi, pak studoval na odborných školách v Turnově a Jablonci, poté v letech 1947–1953 na AVU u Jana Laudy. Od roku 1957 byl členem skupiny M 57 tvořené především z absolventů AVU, včetně jeho bratra Ladislava. Ve svém uměleckém projevu se začal záhy v 50. letech odvolávat na Otto Gutfreunda a na sochařské umění starého Mexika ve svých polychromních sochách. S úspěchem se účastnil výstavy Expo 58, v 60. letech se jeho projev výrazně proměňuje, začíná přecházet do abstrakce a vedle pálené hlíny a sádry se mezi jeho obvyklým materiálem objevují průmyslově vyráběné komponenty, laminát (Kladivář, 1963), svařuje konstrukce z drátů, plechů apod., a naopak snad vzhledem k blízkému vztahu ke skalám zasazuje do svých konstrukcí neopracovaný kámen. Jeho horolezecká záliba se mu ale stala osudnou, když zahynul spolu s ostatními členy horolezecké expedice Peru 1970. Některé z jeho projektů dokončil a instaloval jeho přítel sochař Jiří Novák (např. Stabil / Vzlet II, 1972, Aeskulap, známý jako Pocta Janu Palachovi, 1973).
Život a dílo je námětem divadelní hry Vzlety Valeriána Karouška, kterou napsala Tereza Verecká a premiéru měla v roce 2016 ve Strašnickém divadle.